# Ben Shelton
Ben Shelton (født 9. oktober 2002 i Atlanta, Georgia, USA) er en professionel tennisspiller fra USA.